# Nebulosa del Cono
La nebulosa del Cono (también conocida como NGC 2264) es una región H II en la constelación de Monoceros. Fue descubierta por William Herschel en 1785. La nebulosa se encuentra a 830 parsecs o 2700 años luz de la Tierra.
La nebulosa es parte de una nebulosa alrededor del Christmas Tree Cluster, o Cúmulo Árbol Navideño. El nombre NGC 2264 en el Nuevo Catálogo General se refiere a ambos objetos y no solo a la nebulosa.

## Información general
La difusa nebulosa del cono se llama así por su forma cónica. Se encuentra en la parte sur de NGC 2264, en la parte norte del Christmas Tree Cluster. En la parte norte de Monoceros, justo al norte del punto medio de la línea de Procyon a Betelgeuse.
La forma cónica proviene de una nebulosa de absorción oscura que consiste de hidrógeno frío molecular y polvo frente a una débil nebulosa de emisión que contiene hidrógeno ionizado por S Monocerotis, la estrella más brillante de NGC 2264. La débil nebulosa mide aproximadamente siete años luz (con longitud aparente de 10 minutos de arco), y está a 2700 años luz de la Tierra.
William Herschel descubrió la nebulosa (la cual designó H V.27) el 26 de diciembre de 1785. Es parte del complejo donde nacen estrellas. El telescopio espacial Hubble se usó para ver imágenes de estrellas en formación en 1997.